# Capucin marron
Lonchura ferruginosa
Espèce
Statut de conservation UICN

 LC  : Préoccupation mineure
Le Capucin marron (Lonchura ferruginosa) est une espèce de passereaux appartenant à la famille des Estrildidae.

## Répartition
Il est endémique de l'Indonésie.